# Ivan Gennagyjevics Sirjajev
Ivan Gennagyjevics Sirjajev /oroszul: Иван Геннадьевич Ширяев/ álnév: Ivan Malfeliĉulo (Vereteja, 1877. április 11. – 1933. október 11. /a Gergely-naptár szerint: október 23-án/) orosz pap, tanár, eszperantista, enciklopédia-szerkesztő, író, fordító.

## Életútja
Apja, Gennagyij Ivanovics Sirjajev (1845–1908) diakónus volt; édesanyja, Alekszandra Ivanovna Sirjajeva (leánykori nevén: Usakova, 1850–1918) egy lánya volt.
Gyermekeiknek, szerény társadalmi hátterük ellenére, jó oktatásban és tisztességes munkában volt részük. Fivérei: Fjodor (1868-1918), professzor, a veretyejai iskola igazgatója, később egy kereskedelmi iskola és a szibériai Irkutszki Egyetem professzora; Alekszandr (1872-1945), professzor, többek között Szentpétervár-Leningrádban, a Leningrádi Egyetemen dolgozott, egy üzleti iskola igazgatója volt, újságíró és szerkesztő; Nyikolaj (1882-1933), katonaorvos; nővérei: Jekatyerina (1870-1890) tanár, aki szülés közben hunyt el; Zinaida (1879-1942), tanár, utóbb egy leningrádi operakórus énekese.
Ivan sokkal szerényebb karriert futott be. 1899-ben befejezte az orosz ortodox szemináriumot Jaroszlavlban, és öt évig falusi tanárként dolgozott; 1904-ben pap lett, először Tyimohovo, majd Zinovjevo faluban (mindkettő a Jaroszlavli kormányzóságban található), végül dékán lett. Felesége, Maria Flegontovna Sirjaeva, papnő volt. Három lányuk született: Anasztázia (jegyző Leningrádban), Jelena (szobalány Moszkvában), Klavgyija (nővér Volgográban).

### Eszperantó tevékenysége
Ivan Shirjaev (a francia nyelv hatására a vezetéknevét általában hibásan Shirjajevnek volt írva) 1895-ben, 18 éves szeminaristaként kezdett el eszperantóul tanulni (№ 3228, a Zamenhof-féle címlistában), testvérével, Nyikolajjal (№3229) együtt. Irodalmi debütálását az Emlékszem tiszta, égő szemedre (A meddő múlt élet emléke) című novellájával kezdte a Lingvo Internacia újságban (1898, №6-7). Később együttműködött a La Esperantisto, a La Lumo, a La Ondo de Esperanto, Esperantisto Kataluna, Heroldo de Esperanto, Literatura Mondo és más eszperantó lapokkal is. Sikeresen vett részt a Nemzetközi Virágjátékokon, az SFPE francia egyesület irodalmi versenyein.

#### Eredeti alkotásai
- Sen Titolo (eble la unua romano verkita en Esperanto, sed eldonita nur en 1995 ĉe Pro Esperanto, Vieno)
- Sep Rakontoj (1906)
- La Ciganino (1907), rakonto en brajla preso
- Tra la Loko Ensorĉita (1913)
- Forta Impreso (1914)
- Peko de Kain (1933)

#### Fordításai
- Fratoj Karamazov de Fjodor Mihajlovics Dosztojevszkij – Karamazov testvérek
- Milito kaj Paco de Lev Nyikolajevics Tolsztoj – Háború és béke
- Liturgio laŭ la ordo de Johano Krizotomo (Sankta Johano la Orbuŝulo) – Liturgia (Aranyszájú szent János).

#### Enciklopedio de Esperanto /EdE/
Legfontosabb projektje az eszperantóról és az eszperantistákról szóló cikkek írása volt. 1930 májusáig 2092 db, ábécé-sorrendben összeállított cikket készített Eszperantó Enciklopédia címmel, ezek lettek az EdE enciklopédia alapja, amelynek első kötete néhány hónappal halála után (1934) jelent meg, a címlapon: «Kezdeményező-főszerkesztő I. Shirjaev». Halála után Konsztantyin Markelovics Kolobaskin atya háromszori temetési liturgiával emlékezett meg, Ivan Sirjajev eszperantó emlékére, Lomigory falu (Volovo kerület a lipecki régióban) templomában.

## Fordítás
- Ez a szócikk részben vagy egészben  az   Ivan Ŝirjaev című eszperantó Wikipédia-szócikk ezen változatának fordításán alapul.  Az eredeti cikk szerkesztőit annak laptörténete sorolja fel. Ez a jelzés csupán a megfogalmazás eredetét és a szerzői jogokat jelzi, nem szolgál a cikkben szereplő információk forrásmegjelöléseként.